# Ivica Jurković
Ivica Jurković, né le 26 mars 1973, à Čapljina, en République socialiste de Bosnie-Herzégovine, est un ancien joueur slovène de basket-ball. Il évolue durant sa carrière au poste d'ailier fort.

## Palmarès
- Coupe de Slovénie 1997, 1998, 1999